# Sun Tianni
Sun Tianni (en chino: 孙天妮; 3 de julio de 1975) es una deportista china que compitió en halterofilia. Ganó una medalla de oro en el Campeonato Mundial de Halterofilia de 1999, en la categoría de 69 kg.

## Palmarés internacional
| Campeonato Mundial | Campeonato Mundial | Campeonato Mundial | Campeonato Mundial |
| Año                | Lugar              | Medalla            | Categoría          |
| ------------------ | ------------------ | ------------------ | ------------------ |
| 1999               | Atenas (Grecia)    | Medalla de oro     | 69 kg              |